# Padunia ramifera
Padunia ramifera is een schietmot uit de familie Glossosomatidae. De soort komt voor in het Palearctisch gebied.